# イグナシオ・モレイラ
イグナシオ・モレイラ（Ignacio Moreira、1538年 - 没年不詳）は、ポルトガルの地理学者である。

## 経歴・人物
来日する以前は現在のビハール州や西ベンガル州等東インドに約20年間滞在し、1590年（天正18年）に当時イエズス会のインド管区長を務めていたアレッサンドロ・ヴァリニャーノとヴァリニャーノが率いた伊東マンショら天正遣欧少年使節が帰国する際に同行し彼らと共に来日する。当時モレイラは新しく発見した諸国の地図作成に専念していた事により、薩摩から京都まで西日本の津々浦々を探索しその緯度測定や日食の観測に携わった。
その後は蝦夷地（現在の北海道）に渡り、その地の情報を集めラテン語で著した『蝦夷人の島』を刊行した。またこの頃には蝦夷地の地図作成や、原図は無くしたが日本地図の作成にも携わったとされている。1592年（天正20年）に帰国し、その後の消息は不明になったがモレイラが作成した地図は同郷のイエズス会宣教師で後に日本管区長を務めたアントニオ・カルディムが1640年に作成した日本地図や長崎のイエズス会に残されていたと推定される狩野内膳の『南蛮屏風』の地図部分に影響を受けたとされている。